# John Ocoró
Jhon Janer Ocoró (Cali, Colombia, 9 de marzo de 1983) es un futbolista colombiano.